# Parc Nacional del Paradís Eslovac
El Parc Nacional del Paradís Eslovac - (eslovac) Národný park Slovenský raj - és un dels nou parcs nacionals d'Eslovàquia, situat a l'est del país, al nord de les Monts Metal·lífers (Eslovàquia).
La superfície del parc és de 197,63 km², amb una zona perifèrica total de 327,74 km². El parc comprèn 19 reserves naturals, de les quals 11 són reserves naturals nacionals.
Hi ha 300 km de camins senyalitzats disponibles per a excursions i diversos itineraris. El parc conté més de 350 coves, de les quals cal destacar la Cova de glaç de Dobšiná i, catalogada com patrimoni natural de la UNESCO i oberta al públic.

## Geografia

### Localització
El parc es troba a la meitat est del país, i forma part de tres regions: Banská Bystrica (districte de Brezno), Prešov (districte de Poprad) i Košice (districtes de Spišská Nová Ves i Rožňava). El Paradís Eslovac està flanquejat pels Baixos Tatres a l'oest, la part central dels Montss Metal·líferes eslovcs al sud (Muntanyes de Volovec i Muntanyes de Stolica) i la conca del riu Hornád al nord i al nord-est.

### Relleu
El punt culminant del parc és el Predná Hoľa a 1.545 metres d'altitud. El Penyal del Corb culmina a 1.153 metres i ofereix una vista panoràmica del parc. Una plana rocosa coneguda com Tomášovský Výhľad és popular entre els escaladors i entre els visitants, atès que ofereix una vista única a 680 metres. El punt més baix es troba al límit nord-est del parc, a la superfície del Hornád a 470 metres d'altitud.

### Hidrografia
Els nombrosos rierols i riberes són una característica essencial del parc. Aquests cursos d'aigua han format tot de gorges, canyons estrets, valls, grutes, coves i cascades. El riu Hornád és el més important de la regió. Les gorges més llargues així com les més famoses són les de Veľký Sokol amb 4,5 km. El Prielom Hornádu és el canyó més llarg amb 11,7 km, i conté una gran diversitat d'espècies. La cascada de Závojový, amb 70 m d'alçada, és la més gran del parc.
Hi ha també grans superfícies d'aigua, totes creades artificialment per facilitar la pràctica d'esports nàutics, el turisme de bany, la pesca i altres activitats recreatives. La reserva d'aigua més gran és la de Palcmanská Maša, creada el 1956, amb una superfície de 0,85 km².